# Ланселот, или витез на таљигама
Ланселот, или витез на таљигама (фр. Lancelot ou le Chevalier de la charrette) је витешка романса на старофранцуском језику из друге половине 12. века, чији је аутор Кретјен де Троа, иако се верује да је Кретјен радио на причи коју му је дала Марија од Шампање и да сам није довршио текст. Ово је најранији познати текст у коме се Ланселот појављује као истакнути лик, и први који описује љубавну аферу између њега и краљице Гиневре, супруге краља Артура.
Причa се фокусира на Ланселотово спасавање Гиневре након што ју је отео Мелеаган, злобни син краља Бадемагуа, владара натприродног Краљевства Гор. Радња прати Ланселотове изазове током спасавања и његову унутрашњу борбу да усклади своју дужност ратника са улогом љубавника, обузданог друштвеним нормама.
Кретјеново дело значајно је утицало на артуријанску легенду, успоставивши Ланселота као централну фигуру у каснијој артуријанској књижевности. Он је први писац који се бавио темама Ланселотовог порекла, његовим односом са Гиневром, њиховом тајном љубављу и неверством, као и појмом дворске љубави. У 13. веку, прича је укључена у знатно проширеној верзији у Вулгата циклус.

## Радња

### Ланселот, или витез на таљигама(Кретјен де Троа)
Витез Мелеаган отима краљицу Гиневру, након што је преварио краља Артура да му дозволи тај поступак. Након што Говен протестује због Артурове одлуке да их пусти, краљ му ипак допушта да крене у потеру. Док Говен тражи краљицу, наилази на тада још неименованог Ланселота, који је довео свог коња до смрти од исцрпљености. Ланселот га убеђује да му позајми свог коња како би наставио потеру за краљицом. Након тога, Ланселот хитно креће за Гиневром. Када га Говен сустигне, Ланселот је већ и новог коња исцрпео до смрти, као и претходног. Потом Ланселот наилази на кепеца који вози таљиге. Кепец му каже да ће му открити куда су Гиневра и њен отмичар отишли, под условом да се Ланселот попне на таљиге. Ланселот невољно пристаје, јер је то понижавајући начин путовања за једног витеза. Говен, не желећи да се обрука, наставља даље на коњу.
На путу их чекају многе препреке. Ланселота исмевају мештани јер се спустио на тако низак друштвени ниво пристајући да се вози на таљигама. Први испит му је када једна девојка понуди витезовима кревет, али забрањује Ланселоту да легне у њега. Испоставља се да је то замка за убиство витезова. Ланселота то, међутим, не плаши — након што избегне замку, враћа се и спава баш у том кревету у ком је постављена замка.
Након још неколико сусрета са прелепим женама и дрским витезовима, Ланселот и Говен одлучују да се раздвоје како би брже пронашли Гиневру. Ланселот пролази кроз многе изазове: бори се са тројицом људи наоружаних секирама, подиже тешку камену плочу са тајанствене гробнице, бори се против стране војске из Логра, решава спор међу својим следбеницима око тога ко ће га угостити, бори се са претерано поноситим витезом и прелази „Мост-од-мача” — оштар као сечиво — који раздваја Краљевство Гор од спољашњег света.
Ланселот затим проналази Гиневру у замку Гор, ослобађа је од Мелеагана, али га она одбија и хладна је према њему — испоставља се да је разлог томе што се он устручавао да се попне на таљиге. Ланселот креће да нађе Говена, али га нове авантуре враћају назад. Гиневра му се тада извињава што га је одбацила. Ланселот се увлачи у њену кулу и њих двоје проводе страсну ноћ заједно. Том приликом повређује руку и крв са те ране остаје на Гиневриној постељини. Он напушта кулу пре свитања, али Мелеаган оптужује Гиневру за прељубу са витезом Кеом, јединим познатим витезом у близини који је рањен. Ланселот тада изазива Мелеагана на двобој како би одбранио Гиневрину част. Након што се умеша Мелеаганов отац, краљ Бадемагу, Ланселот и Мелеаган се договарају да ће се борити за годину дана.
Током те године, Ланселота превари други кепец и заробљава га, док се Гиневра враћа кући. Када дође време за двобој, Ланселот се нагоди са својим тамничарима да га пусте на слободу како би могао да се бори, обећавши да ће се вратити. Док се бори на витешком турниру, Гиневра од њега тражи да изгуби све своје борбе као доказ љубави. Он пристаје, али када почне намерно да губи, она се предомисли и каже му да ипак победи. Ланселот испуњава њену нову жељу, побеђује остале витезове и након турнира се враћа својим тамничарима. Мелеаган затим сазнаје од мужа једне жене да је управо његова жена пустила Ланселота привремено на слободу ради турнира. Наређује да се Ланселот поново утамничи, али у један други замак.

### Наставак Ланселота(Годфроа де Лањи)
Испоставља се да је жена коју је Ланселот много раније спасао од отмице (и која му је наредила да одсече главу свом прогонитељу) заправо Мелеаганова сестра. Она почиње да га тражи како би му узвратила услугу. Проналази секиру и конопац којим је Ланселот раније извлачио храну, и уместо хране му шаље секиру. Ланселот се њоме пробија из затвора и заједно са њом бежи у њену усамљену кућу. У међувремену, Говен се припрема да се бори са Мелеаганом, јер је Ланселот нестао (према договору, требало је да се одржи реванш двобоја након годину дана). Ланселот ипак стиже на време и коначно се бори са Мелеаганом. Мелеаган изгуби присебност и једну руку (коју му Ланселот одсеца мачем), након чега га Ланселот обезглављује. На крају, Гиневра млако загрли Ланселота (јер су у јавности).

## Историја и утицај

### Време настанка и ауторство
Није познато тачно када је ова песма настала. Како је претпоставио Антим Фурије, могла је бити написана између 1175. и 1181. године. То би значило да је настала пре или у исто време као Ивејн, или витез са лавом, коју је такође написао Кретјен де Троа, при чему ова два дела служе као пратиоци један другоме, са делимично преклапајућим наративима. Клод Лутрел ју је датирао касније, у период између 1186. и 1189. године.
Иако се мало тога са сигурношћу зна о животу Кретјена де Троа, постоји много спекулативних теорија заснованих на његовим делима. Радио је као писац у служби аристократа из Шампање, што објашњава шампањски дијалекат присутан у његовим делима, а своје приче је обично креирао на основу материјала који му је био достављен.

### Ланселот
У романсама које су претходиле Кретјену не постоји познато помињање или појављивање артуријанског витеза по имену Ланселот (или слично). Ипак, постоје теорије о његовом ранијем постојању у оригиналној причи о „пра-Ланселоту”, можда сличнијој оној из каснијег дела Lanzelet, које тврди да је директан превод једне неодређене француске књиге. У том случају, такав хипотетички прототип могао је бити написан око 1150. године.
Кретјен први пут помиње лик по имену „Ланселоз од Језера” (фр. Lanceloz del Lac) у свом раном делу Ерек и Енида, где га наводи као трећег међу Артуровим витезовима, после Говена и Ерека. Ланселот се касније кратко појављује и у делу Клижес, где га Клижес побеђује у витешком надметању.

### Отмица Гиневре
Отмица краљице је један од најстаријих мотива у артуријанској легенди, а појављује се и у Житију Гилдином, које је написао Карадог од Ланкарфана, као и на каменој резбарији архиволта Катедрале у Модени. Након што је верзија Кретјена де Троа постала популарна, овај мотив је укључен у Вулгата циклус као мањи, али суштински део обимног Прозног Ланселота, а касније и у утицајно дело Смрт Артурова Томаса Малорија.

### Марија од Шампање
Витез на таљигама садржи предговор у коме се објашњава да је Кретјен де Троа добио причу као задатак од Марије од Шампање. Марија од Шампање била је добро позната по свом интересовању за дворску љубав и верује се да је управо она предложила да се та тема укључи у причу.
Кретјен приписује Марији заслугу за matiere e san (matière et sen на савременом француском). Matiere се преводи као позната прича (у овом случају, прича о Ланселоту). San је теже превести; опште је прихваћено да се односи на додатак, обрт или изведени елемент — у овом случају, на љубавну аферу.

### Годфроа де Лањи
Витез на таљигама садржи и објашњење на крају у коме се тврди да причу није довршио сам Кретјен де Троа, већ писар по имену Годфроа де Лањи. Годфроино писање почиње након епизоде Ланселотовог заточеништва у кули.
Француски писац из 12. века обично је функционисао као део тима или радионице повезане са двором. Постоји претпоставка да Кретјен сам није довршио причу јер није подржавао тему прељубе.

### Дворска љубав
Термин „дворска љубав” сковао је медијевалиста Гастон Пари 1883. године како би боље објаснио однос између Ланселота и Гиневре у делу Витез на таљигама. Александар Џ. Деноми описује дворску љубав као „врсту чулне љубави која се разликује од других облика сексуалне љубави, од саме страсти […] својом сврхом или мотивом, својим формалним циљем — наиме, напредовањем и духовним растом заљубљеног, у природној доброти, заслузи и вредности.”
У Витезу на таљигама, Ланселот је опчињен Гиневром и, на више начина, под њеном је влашћу. Као краљица, Гиневра задржава моћ не само над краљевством, већ и над самим Ланселотом. Када Мелеаган доведе у питање њихову љубав и њену прељубу према краљу, Ланселот га изазива на двобој како би одбранио Гиневрину част. Ланселот се нимало не стиди своје везе са краљицом: „Љубав Ланселота експлодира у романсу без откривеног почетка или наговештаја краја, у потпуности оформљену и симболизовану изузетном пуноћом његовог срца.” Управо ово увођење љубавне афере између Гиневре и Ланселота појављује се у многим причама које су настале након ове песме.